# El Giro Semántico
El Giro Semántico es un cambio de paradigma propuesto por el diseñador alemán Klaus Krippendorff para diseñar artefactos en las diversas especificidades del diseño (industrial, gráfico, informacional, arquitectónico, social, etc.) el cual consiste en sustituir el enfoque donde lo principal para diseñar es considerar cómo deberían funcionar los artefactos (según criterio de quienes diseñan); por un nuevo enfoque donde lo más importante al diseñar es hacerlo a partir de lo que esos mismos artefactos significan, o significarán, para quienes son o serán afectados por ellos.
El adjetivo semántico hace pues referencia al interés por el significado como eje guía de las actividades de diseño. Dentro del Giro Semántico, Krippendorff plantea, entre otras cosas, unas nuevas bases fundacionales para el diseño, y da pauta para la generación de un renovado discurso de diseño; asimismo suministra una codificación de métodos probados para diseñar, expone modos en que los diseñadores pueden incorporar justificaciones científicas convincentes a sus productos; y ofrece pautas para que los diseñadores consoliden una clara identidad profesional en un dominio particular, en el cual trabajarán siempre con una red de stakeholders (personas involucradas o interesadas) en cada ejercicio proyectual.
En ese sentido, mediante el Giro Semántico es sugerida una distinción entre la operación técnica de los artefactos, la cual a menudo es irrelevante para los usuarios, y la interacción individual, social y cultural de los seres humanos con esos mismos artefactos. Todo aquello que está asociado con atender a la dimensión técnica de los artefactos según hacen, por ejemplo, los científicos aplicados, los ingenieros electrónicos y mecánicos, o los expertos en economía, producción y mercadeo, es lo que Krippendorff llama diseño centrado en la tecnología; el cual es manejado por sus practicantes mediante términos que con frecuencia resultan incomprensibles para las personas comunes; y bajo criterios de diseño que no les resultan importantes, ni significativos a los usuarios de las aplicaciones tecnológicas. Como alternativa a esto, Krippendorff caracteriza el diseño centrado en el humano, que es aquel cuyos practicantes están interesados en los significados que los usuarios le confieren a sus artefactos, y al modo cómo los usan y, sobre todo, como hablan acerca de ellos, en redes de personas involucradas o comunidades sociales relevantes. Para los usuarios comunes, la estructura y el funcionamiento técnico de los artefactos son apenas el telón de fondo de lo que de modo genuino constituye sus principales intereses.

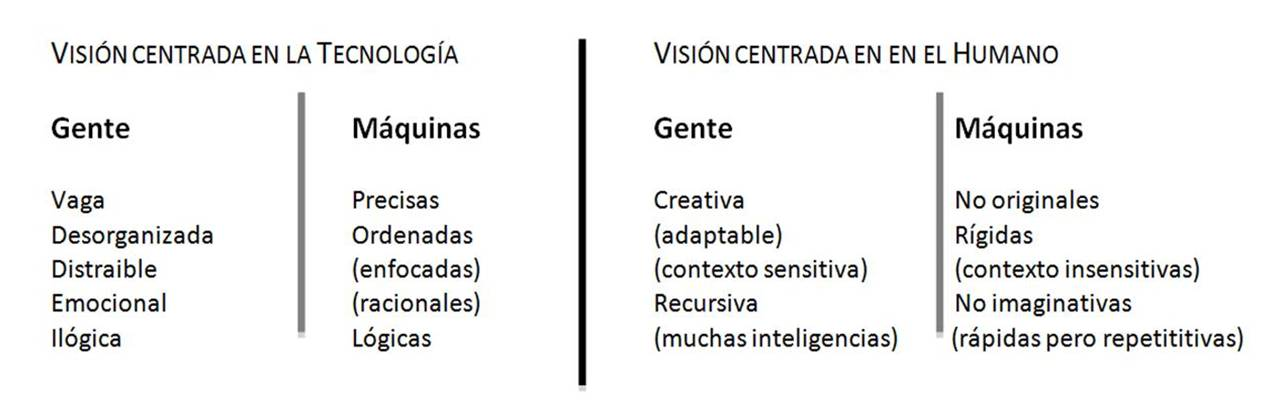
Paralelo entre las valoraciones que para diseñar conllevan respectivamente los enfoques (visiones) centradas en la tecnología y en el humano, según Klaus Krippendorff.

Un ilustrativo ejemplo de ello es el diseño de computadoras personales. Para la mayoría de la gente, las operaciones que acontecen dentro del computador son incomprensibles, pero esto está lejos de ser preocupante porque dichos equipos están diseñados para ser experimentados principalmente a través de sus interfaces. Las interfaces entre computadores y humanos consisten en un conjunto de íconos, textos y controles que los usuarios pueden comprender en términos cotidianos y manipular con las finalidades que les resulten deseables. El diseño de artefactos inteligentes sugiere que el viejo adagio de la forma sigue a la función ya no tiene validez excepto para las herramientas más simples. El Giro Semántico implica que la experticia característica de las personas que diseñan centradas en el humano reside en diseñar interfaces humanas con artefactos que sean significativos, fáciles de usar, incluso disfrutables al experimentarlos, ya sean estos simples implementos de cocina, sistemas de servicio público, espacios arquitectónicos o campañas informativas. Aunque un automóvil debería funcionar obviamente como un medio de transporte, los diseñadores centrados en el humano enfatizan las experiencias de conducirlo, la facilidad de operación, y el sentimiento de seguridad (incluido el significado social de conducir un automóvil particular). Ahora bien, como los artefactos existen, inciden y funcionan dentro de muchas dimensiones humanas, los diseñadores centrados en el humano deberían tener un sentido para, y ser capaces de, trabajar con todas las personas relevantes involucradas en cada una de las dimensiones donde el artefacto acontece (producción, venta, uso, opinión, reciclaje, etc.).

## Un libro y sus temas
El Giro Semántico (en inglés The Semantic Turn) es asimismo el título de un libro de Klaus Krippendorff quien es profesor y doctor en Comunicación de la cátedra Gregory Bateson de cibernética, lenguaje y cultura en la Annenberg School for Communication de la Universidad de Pensilvania, con título de diseñador de la Escuela de Diseño de Ulm y veterano investigador que ha hecho muchas publicaciones tendientes a fortalecer el avance de lo que él denomina una ciencia para el diseño. El subtítulo del libro, Una nueva base para el diseño (a new foundation for design, en la edición original en inglés), sugiere un nuevo enfoque de las prácticas para diseñar dentro de una cultura del diseño centrado en el humano. Krippendorff tiene una visión que abarca el diseño, centrándolo en los significados que adquieren los artefactos y lo cual postula él es, o debería, ser la preocupación primordial para los diseñadores.
El Giro Semántico representa una evolución de la Semántica de Producto (Product Semantics) desarrollada por Klaus Krippendorff y Reinhart Butter, la cual fue definida como una investigación sistemática sobre cómo las personas atribuyen significados a los objetos e interactúan con ellos en consecuencia y un vocabulario y la metodología para el diseño de artefactos en virtud de los significados que dichos artefactos pueden adquirir para sus usuarios y para las comunidades de grupos humanos implicados en los procesos de proyectación, fabricación y uso. Aunque se mantiene el énfasis en el significado y la importancia de la teoría y la práctica expresados ya en la Semántica de Producto, en El Giro Semántico el enfoque se extiende hasta abarcar más consideraciones recomendadas a los diseñadores, primero a nuevos desafíos que el diseño plantea, incluyendo el diseño de artefactos cada vez más intangibles, como los servicios, las identidades, las interfaces los sistemas multi-usuarios, los proyectos y los discursos (en una complejidad y alcance crecientes que Klaus Krippendorff llama la Trayectoria de la Artificialidad), y en segundo lugar, a considerar el significado de los artefactos en cuatro aspectos teóricos: el significado de los artefactos en el uso, el significado de los artefactos en el lenguaje, el significado de los artefactos en el ciclo de vida, y el significado de los artefactos en una ecología artefactual.

### Diseño
Para Krippendorff, el diseño (o más exactamente, las personas que diseñan) produce aquello que no se daría naturalmente (...); propone artefactos realizables para otras personas (...) debe apoyar a mejorar la vida de comunidades idealmente numerosas (...) y debe dar sentido a la mayoría, idealmente a todas las personas, que están involucradas con ellos. El diseño por lo tanto está involucrado a un nivel íntimo en el sentido que las personas implicadas con los artefactos les atribuyen a estos. A su vez las diseñadoras y diseñadores consideran futuros posibles (...) evalúan su conveniencia (...) y crean y recorren caminos realistas desde el presente hacia aquellos futuros deseables, y se los proponen a aquellos que puede llevar un diseño a buen término. Reconociendo que todo lo hecho por quienes diseñan sirve a otras personas, el autor de El Giro Semántico plantea no tratar a los usuarios como ficciones estadísticas (que a la vez son todas las personas y ninguna), sino como actores y socios de conocimiento necesarios en los procesos de diseño centrado en el humano.

### La Trayectoria de la Artificialidad

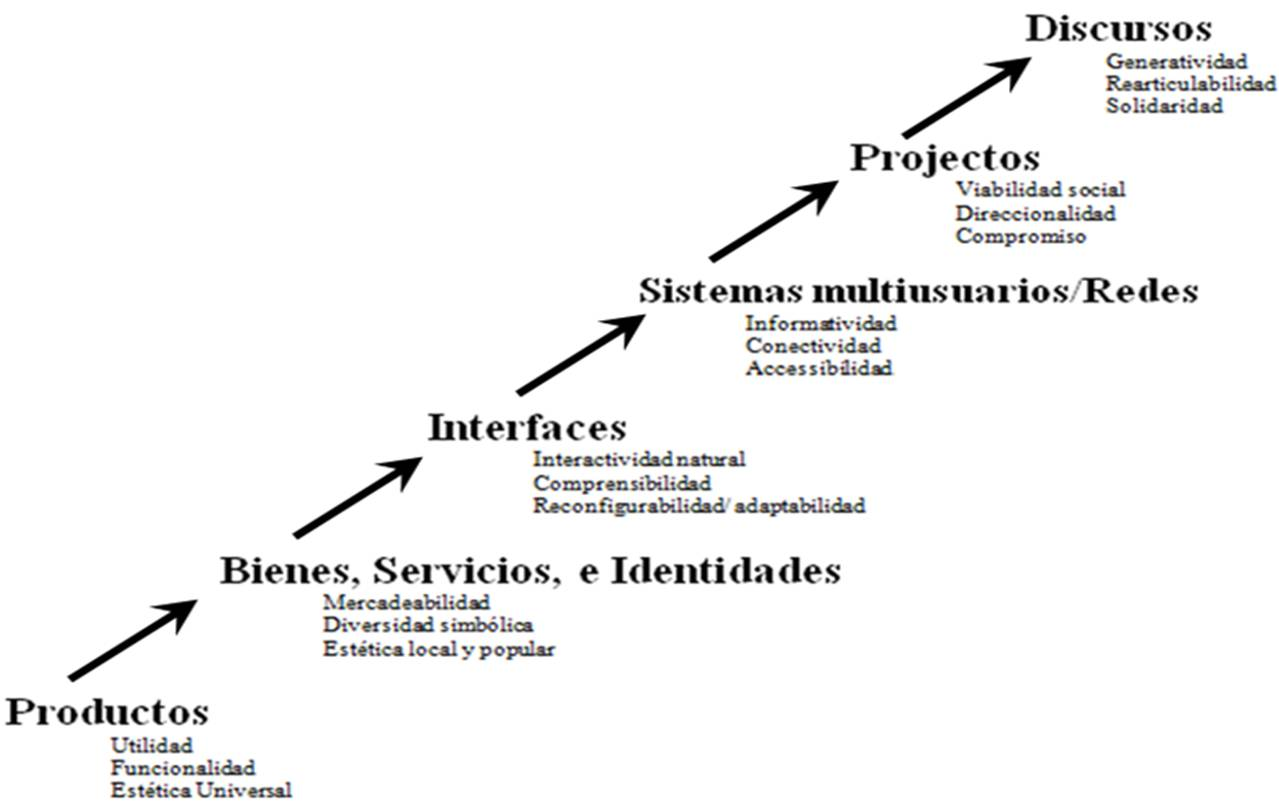
La Trayectoria de la Artificialidad.

En la sociedad de comienzos del siglo XXI, el mundo es más complejo, más inmaterial, y más público que el mundo en el cual los diseñadores industriales se ocupaban únicamente de la producción masiva de objetos. El diseño de productos materiales ha ido ampliándose merced a una progresión a varios otros tipos de artefactos, cada uno de los cuales ha aumentado la posibilidad de lo que los diseñadores pueden hacer. Más que pasos irreversibles la trayectoria de la artificialidad presenta fases de crecientes consideraciones de diseño para tipos de artefactos esencialmente novedosos, cada uno tomando como base y rearticulando las clases anteriores (lo cual añade nuevos criterios de diseño), y genera una historia en curso. La progresión va de la siguiente manera:

#### Productos
Para Krippendorff, los productos son resultados de procesos de fabricación y diseñarlos, por lo general, significa rendirse a los criterios del fabricante (producir al precio más bajo y con afán de lucro), la lógica producto-productor-ganancia dominó la toma de decisiones durante la era industrial en la que los recursos materiales eran escasos y las estructuras sociales jerárquicas, todo soportó una creencia inquebrantable en el progreso tecnológico, frecuentes guerras y la pobreza creciente de grandes grupos de población.
Las intenciones de los empresarios que financiaban la producción prevalecían sobre las de los diseñadores: para evitar usos indeseados o poco hábiles la gente era entrenada y capacitada. Lo que los empresarios productores con su insistencia en el uso "correcto", disponían habitualmente era que lo acababa por ser traducido a criterios de diseño.
A lo largo del siglo XX, los diseñadores de productos asumieron la responsabilidad de recubrir horribles mecanismos de ingeniería con formas agradables (tornándose así en “Dadores de forma” según traducción literal del alemán “Formgeber”). Pronto, los diseñadores debieron justificar la estética de los productos producidos en masa, idealmente para uso de todos, lo cual extendió la creencia en una estética universalista, que fue asumidad como libre de cultura libre y válida para todo el mundo. A resultas de ello, el Occidente industrializado, negó su propio pasado cultural y empezó a valorar a las culturas no industriales como primitivas y urgidas de recibir desarrollo industrial. Por tal motivo, la idea del diseño de producto, tuvo como trasfondo el expansionismo de los mercados, la propagación de los ideales tecnológicos occidentales a las poblaciones subdesarrolladas, y la desatención y negación del impacto y consecuencias inesperadas del diseño; asumir tal ideología irreflexivamente fue considerado entonces un estándar de modernidad.

#### Bienes, servicios, e identidades
Bienes, servicios, e identidades llaman la atención de los diseñadores desde la década de 1940, comenzando con la estilización como una nueva designación profesional. A partir de entonces bienes, servicios e identidades se han convertido en nuevos tipos de artefactos. Los bienes son fabricados para ser comercializados y vendidos, no solamente usados. Las funciones son secundarias a su papel en el mercado y sirven cuando más como argumentos de ventas. Los servicios requieren ser diseñados para ser reconocibles y confiables con miras a que los clientes retornen y consoliden lealtades hacia sus proveedores de servicios. Las identidades, sea que estén codificados en logos, nombres de marcas o imágenes corporativas, están destinadas a generar variados tipos de compromisos. Así, bienes, servicios e identidades son productos en sentido más bien metafórico. Una vez los artefactos son transformados en bienes, adquieren valores de intercambio y uso. Después cuando las prácticas son convertidas en servicios, acaban por ser institucionalizadas, por ejemplo, con el uso de uniformes como las batas blancas de los doctores y el manejo de equipos médicos que indican la naturaleza de los servicios prestados y su profesionalidad concerniente a la cura de la enfermedad. Asociaciones de logos y productos o servicios crean marcas, es decir, vínculos o compromisos por parte de clientes. Las cualidades de los bienes, servicios, y las identidades no son de tipo material.
Al diseñar productos, servicios y diversos tipos de identidades, los diseñadores están interesados en que sean comercializables, es decir, en su capacidad para llevarlos a atraer la atención de poblaciones relevantes, y en las diversas cualidades simbólicas que animan a grupos de consumidores a adquirir alguna cosa, a ir a alguna parte, conectarse con un servicio, reconocer una marca, o comprometerse con un vendedor, organización, o práctica cultural. El diseño de bienes, servicios e identidades, en última instancia, dirige el desarrollo de la cultura comercial, industrial y corporativa. Debido a que este tipo de artefactos fundamentalmente están vinculados con las diversas percepciones de la gente —personas que pertenezcan a diferentes comunidades, tienen diferentes hábitos, y persiguen diferentes metas en la vida— el diseño de productos, servicios e identidades ya no puede confiar en una estética universal. A la inversa, precisa de reconocer una variedad estéticas populares y locales menos formalizada y más específicas de diversas comunidades. Un hallazgo válido de la investigación de mercado es que no hay principios universales estéticos, sino cambiantes distribuciones de gustos y disgustos, y de las razones que los sustentan. De ello se deduce que los criterios de diseño que son aplicables en este caso no pueden derivarse de los que rigen el diseño de productos, según está caracterizado en el apartado anterior. No es que las ventajas del mercado, el reconocimiento de marca, y los compromisos de utilizar los servicios fueran desconocidos antes de la década de 1940 —incluso artesanos preindustriales basaron su reputación en la firma de sus productos, pero esto no fue ni su interés reconocido ni su experticia. Los productos pueden convertirse en artículos de ventas y bienes de consumo en diferentes períodos durante sus ciclos de vida, momentos en los cuales se tornar en diferentes tipos de artefactos.

### Antecedentes del enfoque de diseño centrado en el humano
Casi al principio de su obra Krippendorff emprende un recorrido en busca de las primeras nociones anticipadoras del diseño centrado en el humano, para ello, cita al filósofo griego Protágoras, quien se cree fue el primero en expresar discursivamente un enfoque centrado en el humano, tal cual revela su célebre frase: “El hombre es la medida de todas las cosas, de las cosas que son (...) y de las cosas que no son (...)”. En esa línea Krippendorff continúa discurriendo sobre la teoría del color de Johann Wolfgang von Goethe quien expuso la teoría espectral del color de Isaac Newton como un grave error epistemológico por estar basada en mediciones mecánicas las cuales no tenían nada que ver con el modo en el cual ve la gente. Goethe consideró que la luz y el color son fenómenos perceptuales humanos y como tales no reductibles a la física. En definitiva lo que significan para las personas es producto de los ojos humanos. Sin ellos el color no existe. Acto seguido, Krippendorff hace alusión al filósofo italiano Giambattista Vico quien se opuso a las aseveraciones del francés René Descartes según las cuales la mente es un órgano cuya función es representar el mundo exterior tan agudamente como sea posible, para Vico los humanos conocemos lo que hemos construido, combinado, cognitivamente, materialmente o socialmente, asimismo retoma Krippendorff a varias personas destacadas en la biología, tal es el caso de la austriaco-estadounidense Ruth Hubbard para quien cada hecho tiene un hacedor. El alemán Jakob von Uexküll por su teoría del significado específico de las especies según la cual el mundo que en realidad existe para que los humanos y los animales lo vean, ocurre, es experimentado, y es hecho significativo como resultado de las propias acciones. De los biólogos chilenos Humberto Maturana y Francisco Varela resalta Krippendorff su aporte para desarrollar unas bases biológicas para la cognición, y del psicólogo estadounidense James Jerome Gibson, toma su concepción de las afordancias, merced a la cual se establece que nuestro entorno no cuenta para nuestra percepción, sino que meramente suministra o no nuestras coordinaciones sensorio-motoras; de entre los pensamientos del lingüista estadounidense Benjamin Lee Whorf y del antropólogo alemán-estadounidense Edward Sapir encuentra Krippendorff como un gran discernimiento la idea según la cual el vocabulario y la gramática de un lenguaje tiene mucha relación con el modo en que los hablantes piensan de su mundo y actúan en él. Más importante aún es que Krippendorff en concordancia con lo que piensa el filósofo austriaco Ludwig Wittgenstein asume el significado como uso lo cual culmina en el axioma por el cual establece que los humanos no ven y actúan sobre las cualidades físicas de las cosas, sino sobre lo que éstas significan para ellos.

### Significado
Atribuir significado a algo, es lo que sigue tras sentirlo, y es un preludio para la acción. “Uno siempre actúa de acuerdo con el significado de cualquier cosa a la que se enfrenta” y las consecuencias de estas acciones, a su vez, se convierten en parte de los significados de eso con lo que uno intaracción interactúa. Los significados son siempre la construcción de alguien y dependen del contexto y la cultura. El mismo artefacto puede invocar significados diferentes en momentos diferentes, en diferentes contextos de uso, y para diferentes personas. El diseño de artefactos para uso de otros demanda de los diseñadores entender el entendimiento de los demás, un entendimiento de segundo orden que es fundamentalmente diferente del entendimiento de las cosas físicas. Puesto que los significados no pueden ser observados directamente, los diseñadores tienen que observar cuidadosamente las acciones que implican ciertos significados, involucrarse en el diálogo con los grupos de interesados (stakeholders) que los han atribuido, e invitarlos a participar en el proceso de diseño.

### Significado de los artefactos en el uso
Las personas adquieren el significado de los artefactos el interactuar (entrar en interfaz) con ellos, por lo cual los significados se convierten en posibilidades de uso anticipadas. Krippendorff, sin embargo, no limita el concepto de interfaces a las interacciones persona-computador. Para él, el concepto aplica a cualquier artefacto que uno encuentra. Para los usuarios, los artefactos se perciben como ‘afordancias’, según el tipo de interacciones que éstos permiten o impiden. Así, cuando interactuamos con ellas, las tijeras y las tazas de café las experimentamos como interfaces, en la misma manera que a nuestros computadores. Su constitución física o computacional se convierte en un fenómeno de fondo para su uso. El significado de un artefacto en el uso es entonces “la gama de los sentidos y las acciones imaginables que los usuarios tienen razones para esperar de él”, tanto como consecuencia de sus actuaciones, como en ausencia de estas. Las interfaces ideales son evidentes “interacciones intrínsecamente motivadoras entre los usuarios y sus artefactos”.
A partir de las exploraciones hechas por Martin Heidegger del uso humano de la tecnología, Krippendorff argumenta que todos los artefactos deben estar diseñados para proporcionar (el neologismo propuesto sería ‘afordar’) tres etapas de uso: el reconocimiento inicial, la exploración intermedia, e idealmente, una confianza no problemática. Esto último se logra cuando el artefacto está tan incorporado al mundo de los usuarios que apenas es evidente, es decir, se da por sentado mientras miramos hacia lo que vamos a realizar a través de él.
El reconocimiento implica la categorización de los usuarios, de acuerdo a cómo valoran cuán cercano es el artefacto al tipo ideal de su clase. La exploración intermedia es facilitada por ‘informativos’ tales como los indicadores de estado, los informes de progreso, las confirmaciones de las acciones y la disposición, las señales de alarma, las correlaciones estrechas entre las acciones y sus efectos esperados, los mapas de posibilidades, las instrucciones, los mensajes de error, y la retroalimentación multisensorial. La motivación intrínseca de los usuarios surge de la confianza, del acoplamiento hábil con los artefactos aparentemente sin esfuerzos ni problemas y libre de disrupciones (o 'trastornos' en el uso). Una interfaz bien diseñada permite el reconocimiento inequívoco, la exploración efectiva, y conduce a una confianza disfrutable. Para llevar a cabo estas transiciones, los diseñadores centrados en el humano necesitan involucrar un entendimiento de segundo orden de los modelos cognitivos, los hábitos culturales, y las competencias de los usuarios.
Por lo general, los usuarios se aproximan a sus artefactos con competencias muy diferentes. El Giro Semántico ofrece la posibilidad de armonizar estas diferencias, al permitir el diseño de varias capas semánticas. Por ejemplo, las máquinas Xerox contemporáneas presentan una primera capa de uso, para la realización de la labor de sacar copias, una segunda para solucionar el problema de eliminar los atascos de papel (estas dos las puede manejar cualquier usuario promedio); pero hay una tercera capa semántica que el artefacto ofrece, a la cual tiene acceso solo el operario entrenado que va a reemplazar las piezas defectuosas; y una última capa semántica reservada para los técnicos expertos que se ocupan de la reparación en fábrica, o la sustitución de los componentes averiados.

### Significado de los artefactos en el lenguaje
“El destino de todos los artefactos es decidido en el lenguaje”, señala Krippedorff. De hecho, los diseñadores deben prestar atención a las diferentes narrativas y relatos en los que aparece un artefacto tan pronto como ingresa a las conversaciones entre personas interesadas en él, espectadores, críticos y usuarios; fijarse en los nombres que categorizan el artefacto como de un tipo u otro, y en los adjetivos que dirigen la percepción a sus cualidades particulares (¿es un automóvil rápido? ¿un teléfono celular ineficiente? ¿un vestido para clase alta?). Estas caracterizaciones pueden hacer o deshacer el destino de un artefacto, en virtud de ello los diseñadores no pueden ignorar, los modos en que la gente habla de los artefactos. Por eso, Krippendorff propone que los artefactos sean diseñados de manera que sus interfaces sean (fácilmente) narrables por parte de muchas personas y se adapten a las relaciones sociales o comunicacionales.
El carácter de un artefacto —el conjunto de adjetivos juzgados apropiados para comunicarlo— se puede evaluar por medio de escalas de diferencial semántico —escalas de siete palabras entre atributos polares graduales opuestos que irían por ejemplo, en el caso de un reloj entre elegante e insulso—; las cuales se trabajarían mediante la categorización de las asociaciones libres provocados por los usuarios al entrar en contacto con el artefacto, ya sea en las primeras impresiones al relacionarse con él, o después de usarlo por largo tiempo; o bien examinando el contenido de las historias que la gente cuenta acerca de los artefactos mediante los juicios implícitos que expresan al narrar dichas historias; o por medio de pares de comparaciones entre artefactos similares. Estos métodos dan a los diseñadores centrados en el humano formas de cuantificar significados, para trabajar en busca de criterios de diseño definidos, incluyendo perseguir objetivos estéticos cuantificables, y justificar un diseño a las personas potencialmente interesadas en él.
El lenguaje impregna toda la vida humana, incluidos los artefactos. Esto se aplica no solo a los usuarios de los artefactos, sino también a sus diseñadores. Las narraciones que se desarrollan dentro de los equipos de diseño determinan la dirección que un diseño va a tomar, y podrían acabar convenciendo a las personas afectadas de apoyar un proyecto de diseño u oponerse a él, mucho antes de que éste sea construido; lo cual a su turno influye en los diseñadores. Lo que sabemos de los artefactos actuales, los arcaicos, los que se han tornado anticuados, las antigüedades o piezas de museo, todo ha llegado a nosotros, señala Krippendorff, en forma de historias. Los diseñadores necesitan analizarlas por cuanto, como Krippendorff afirma, “El significado que los artefactos adquieren en el uso está, en gran medida enmarcado en el lenguaje”.

### Significado en las vidas de los artefactos
Aquí, Krippendorff invita a que los diseñadores consideren los artefactos durante todo su ciclo de vida. En el caso de los productos industriales, el ciclo de vida puede comenzar con una idea inicial, a continuación, seguido por su trayecto en el diseño, la ingeniería, la producción, las ventas, el uso, el almacenamiento, el mantenimiento y finalmente, el retiro, sea como reciclado o como desecho. Bueno, no, tan 'finalmente', los diseñadores pueden aprender mucho acerca del desempeño del producto, de usos imprevistos, de problemas inesperados, y de consecuencias sociales resultantes que podrían servir para mejorar el diseño de la siguiente generación de eso producto —el diseño jamás termina. En cada fase del ciclo de vida de un artefacto, el artefacto tendrá que soportar diversas pero subjetivamente significativas interfaces para las diferentes comunidades de personas interesadas, y para los individuos particulares dentro de ellas. En dichas redes de personas interesadas, los artefactos necesitan circular entre unas y otras: "Ningún artefacto puede ser realizado dentro de una cultura sin ser significativo para aquellos que pueden hacerlo circular a través de sus diversas definiciones".

### Significado en una ecología de los artefactos
En los diccionarios es definida la ecología como interacción entre múltiples especies en un entorno común, siendo tales especies los animales y las plantas. Los seres humanos, sin embargo, hemos creado una diversidad de especies de artefactos, acaso mayor que la de la naturaleza. Krippendorff observa que metafóricamente a las especies de los artefactos, los humanos también las hacemos nacer, y crecer en tamaño y número, las diversificamos en sub-especies, las asociamos con otras especies, las adaptamos entre sí y con su entorno humano, en el cual puede reproducirse, evolucionar o desaparecer —tal como en la naturaleza. Las especies de artefactos podrían competir, cooperar o ser parásitas de otros artefactos. Un ejemplo de esto último, es el spam o conjunto de mensajes indeseados que prosperan en el ecosistema de los correos electrónicos y no podrían existir fuera de él. Mientras las especies de animales y plantas interactúan unas con otras en sus propios términos, las especies de artefactos son puestas en interacción a través de la acción humana. Las personas organizamos nuestros artefactos, por ejemplo los muebles en nuestras casas; los conectamos en redes, como las computadoras en la Internet; formamos grandes cooperativas culturales, como los hospitales llenos de equipos médicos, medicamentos y posibilidades de tratamientos;  retiramos una especie para sustituirla por otra, como hicimos cuando dispusimos que las máquinas de escribir dieran paso a los computadores personales; o cambiamos su significado ecológico, como pasó con los caballos, que se utilizaban para el trabajo, la guerra y el transporte, pero poco a poco encontraron su nicho ecológico en el deporte.
En una ecología de los artefactos, el significado de uno de ellos está compuesto por las posibles interacciones con otros artefactos: la cooperación, la competencia (de sustitución), la dominación o sumisión, guiando el desarrollo tecnológico, como las computadoras hacen en este momento, o apoyando a los líderes, al igual que sucede con los periféricos de las tiendas de computadores que aumentan los eventuales alcances de uso de tales artefactos. Del mismo modo, las carreteras y las estaciones de gasolina, siguen el desarrollo de automóviles y participan en un gran complejo cultural, el cual incluye el diseño de las ciudades y la distribución del trabajo, lo cual afecta a la naturaleza a través de agotamiento de los recursos, la creación de residuos y las emisiones de CO2. Claramente, "Los diseñadores que pueden manejar el significado ecológico de sus propuestas tienen una mejor oportunidad de mantener vitales sus diseños".

## Hacia una ciencia para diseño
En 1969, el luego Premio Nobel de Economía 1978, Herbert Alexander Simon hizo un llamado por a establecer de una ciencia de lo artificial. Los científicos naturales, según él, se ocupan de lo que existe, mientras que los diseñadores están más interesados en lo que debería ser y en cómo lograrlo. Su concepto de diseño lo formó a partir de la teoría de la decisión racional y de las concepciones iniciales de la lógica computacional, por lo tanto, Krippendorff lo encuentra limitado en gran parte al diseño centrado en la tecnología. Por eso dicho autor agregó los siguientes contrastes a lo planteado por Herbert Simón:
- Los practicantes de ciencias naturales se limitan a teorizar regularidades pasadas de los datos existentes. En su marco de práctica los científicos no son vistos como agentes de cambio. Cualquier ciencia del diseño debe ocuparse de cómo los diseñadores pueden cambiar las regularidades existentes, superar las contingencias que causan problemas recurrentes, y hacer una diferencia en las vidas de las personas interesadas como actores, bien que estén presentes o bien que sean parte de las comunidades futuras. Los diseñadores no producen teorías, sino que proponen artefactos que no tienen precedentes, nuevas prácticas y narrativas que deben llegar a ser efectivas en una red de actores, quienes actúan en su propio interés. La ciencia para diseño no puede ser ‘acerca de’ diseño o ‘de’ diseño, modalidades que son realizadas desde fuera de la comunidad de diseñadores. Sino que debe proporcionar apoyo práctico e intelectual a quienes diseñan y así ser ‘para’ o estar al servicio de la actividad de diseñar. Debe apoyar cambios que no se dan naturalmente, y además debe proporcionar las conceptualizaciones necesarias para preservar a los diseñadores como responsables del modo en que sus propuestas afectan acontecimientos futuros.[28]

- Las ciencias naturales privilegian explicaciones causales, mediante las cuales es excluido el hecho de que en tanto objetos de estudio las personas pueden entender cómo son conceptualizadas, teorizadas y estudiadas por otros. Desde una ciencia para diseño centrada en el humano, son privilegiados los significados (conceptos, explicaciones y motivaciones) que usuarios expertos y personas interesadas en un diseño le pueden aportar a éste. Eso implica una especie de comprensión reflexiva desconocida en las ciencias naturales.[29]

- Como observadores independientes de sus objetos de estudio, los científicos naturales pueden darse el lujo de celebrar teorías abstractas y generales. Los diseñadores, por el contrario, deben estar preocupados, con todos los detalles necesarios, de su diseño. Ninguna tecnología funciona en el abstracto. Incluso los artefactos sociales deben ser comprendidos y adoptados por quienes los constituyen. Un diseño es siempre una propuesta a otras personas interesadas que pueden contribuir a diseñarlo u oponerse a su realización. Las teorías en las ciencias naturales no afectan a lo que teorizan, pero los diseñadores deben involucrar a otras personas en lo que están proponiendo, tratarlos como agentes inteligentes, o no podrán llevar a buen fin sus proyectos.[30]

- En las ciencias naturales, la investigación consiste en reunir datos o hechos objetivos en apoyo de las teorías acerca de estos mismos datos. Mediante las teorías predictivas es asumido el statu quo (la continuación) de los fenómenos que teorizan. En la ciencia para diseño, la investigación implica la búsqueda de variables no reconocidas anteriormente y la acción continua de proponer caminos realistas a futuros deseables. El diseño, en la medida en que es innovador, o mejor, quienes lo ejercen, bien pueden romper con las teorías del pasado, superar las convicciones populares y desafiar las creencias obstinadas en una futuro determinado por la historia. Fundamentalmente, las observaciones del pasado nunca pueden probar la validez de los diseños verdaderamente innovadores.[31]

Una ciencia para el diseño hace tres contribuciones para diseñar:

### Investigación en diseño
En general, la investigación es cualquier indagación que genera conocimiento comunicable. La investigación en diseño centrado en el humano típicamente implica:
- Obtener y analizar las narrativas de los usos problemáticos de los artefactos y de sus futuros deseables, las cuales motivan o inspiran a una comunidad de potenciales usuarios y personas interesadas para considerar cambios en sus vidas.

- Buscar y evaluar ejemplos de prácticas comunes, comprensibles y atractivas, sobre todo a partir de dominios empíricos diferentes al diseño previsto, en vista de su capacidad de servir como metáforas para nuevas interfaces inmediatamente reconocibles y significativas.

- Explorar de nuevas tecnologías y  materiales que podrían apoyar o mejorar los usos actuales y futuros de los artefactos sometidos a consideración.

- Probar y evaluar diseños alternativos —recombinaciones y transformaciones de tecnologías disponibles, interfaces posibles, y consecuencias sociales y ecológicas— por lo general en términos de interés para las personas involucradas en el proyecto presente y a nombre de los futuros usuarios.

- Indagar sobre cómo un diseño sobrevive en la ecología de los artefactos, y respecto a ¿qué lecciones se pueden aprender para futuras actividades de diseño?, en la así denominada investigación post-diseño.

### Métodos de diseño
Los métodos de diseño centrado en el humano podrían ser orientados a:
- La expansión sistemática de un espacio de diseño, al ampliar las posibilidades de que un diseño pueda tener lugar. Este espacio debe acoger e ir más allá de las expectativas de los usuarios y las personas interesadas (stakeholders), incluido especialmente aquello que (en apariencia) es impensable. Estos métodos van desde la generación de alternativas por computador (combinatorias) hasta el uso de los juegos de lenguaje durante los que nuevas ideas son creadas, por ejemplo, mediante lluvias de ideas.
- Un enfoque en la participación de los usuarios y personas interesadas en el proceso de diseño (para reducir el espacio de diseño a uno susceptible de dar lugar a propuestas realistas para la consecución de artefactos significativos). Hay tres formas conocidas:
  - Adquirir una comprensión o entendimiento de la comprensión de los usuarios y las personas interesadas, el llamado entendimiento de segundo orden, por ejemplo, la investigación etnográfica o los grupos focales de discusión, para efectuar tomas de decisiones de diseño dependientes de tal entendimiento.
  - Involucrar usuarios y personas interesadas en las decisiones de diseño, por ejemplo, mediante diseño participativo.
  - Delegar el diseño mediante la labor de diseñar artefactos que, o bien se adapten por sí mismos a los mundos de sus usuarios y personas interesadas o puedan ser rediseñados por ellos, para poner por caso, en sus computadores personales.
- Formalizar prácticas exitosas de diseño convirtiéndolas en ayudas reproducibles que pueden mejorar las futuras prácticas de diseño, tanto computacionalmente, por ejemplo, el diseño asistido por computadora, el software colaborativo, y el prototipado rápido (¿'prontotipado'?), como prescriptivamente. Precisamente por eso, Krippendorff describe cinco métodos prescriptivos:[34]
  - (Re)diseñar los caracteres de los artefactos
  - Diseñar interfaces para artefactos teniendo en mente su usabilidad y los significados que les son atribuidos por las personas al usarlos.
  - Diseñar artefactos nuevos, incluidos servicios y prácticas sociales, a partir de narrativas y metáforas sensibles.
  - Diseñar estrategias de diseño.
  - Diseñar metodologías dialógicas (colaborativas) para involucrar a más personas en los procesos de diseño.
- Elaborar y perfeccionar el discurso de diseño con el fin de:
  - Mejorar la reproductibilidad de los conocimientos acerca del proceso de diseño, mediante la generación de registros recuperables a partir de recuentos detalladas de procesos pasados de diseño y la publicación de los resultados pertinentes.
  - Hacer más eficiente la colaboración entre diseñadores, así como en equipos interdisciplinarios más eficientes.
  - Dar forma a una educación pertinente en diseño.
  - Mejorar la capacidad de formular preguntas fecundas de investigación a través de las cuales la investigación en diseño pueda dar respuestas concluyentes.
  - Aumentar y mantener la reputación y el prestigio del diseño profesional, sobre todo para que los diseñadores desempeñen papeles importantes dentro de la red de las personas interesadas en la labor de diseñar. Esto significa la aplicación de la ciencia para diseñar al diseño de sí misma.

### Validación de las pretensiones semánticas
En una ciencia para el diseño, la validación consiste en generar justificaciones convincentes para las reclamaciones que los diseñadores deben hacer sobre el significado, la virtud, la realidad potencial, y los costos y beneficios de su diseño para comunidades particulares. En la medida en que cualquier diseño puede ponerse a prueba solo en el futuro, esto es post facto (de modo posterior al momento en que se elaboró hecho), y con la colaboración de los demás; el diseño centrado en el humano es justificable solo por medio de argumentos plausibles, según un Sistema de Información Basado en Asuntos Problemáticos (en inglés Issue-Based Information System o IBIS) que motive a los grupos de personas interesadas a llevar a cabo ese diseño y a usarlo. La ciencia para diseño, siempre interesada en contingencias aún no observables, no puede servir para proporcionar las pretensiones de verdad simple del tipo que los científicos de las ciencias naturales aspiran para sus teorías. Pero puede proporcionar varias otras formas centradas en el humano para respaldar las reivindicaciones que los diseñadores necesitan hacer:
- Demostraciones y exposiciones de diseño convincentes en diferentes contextos de uso.
- Experimentos estadísticos con prototipos, maquetas o representaciones visuales que implican capacidad de los usuarios para dar sentido a, encontrar significados apropiados para, y manejar un artefacto según les sea propuesto
- Hacer un llamamiento a las teorías de confianza o principios de cómo los significados de los artefactos son resultantes de las atribuciones que les hacen las personas al usarlos, o bien pueden ser comunicados a través de diversos canales, o emerger en una diversidad de situaciones sociales, incluso en una ecología de otros artefactos
- Recuentos de la aplicación sistemática de métodos de diseño establecidos que reducen el espacio de diseño inicial a las alternativas propuestas más viables.
- Afirmar lazos de compromiso entre las personas interesadas para llevar un diseño a buen término.

## Recepción a la "semántica del producto" y aEl Giro Semántico
Desde que el término fue acuñado en 1984, el uso de la "semántica de producto" se ha multiplicado. El 3 de febrero de 2013, una búsqueda en Google del término "product semantics" permitió identificar más de 24.000 documentos referentes a la misma; (no obstante, en idioma español, la búsqueda del término equivalente "semántica de producto" arrojó tan solo 893 resultados).
La semántica de los artefactos ha sido asumida como de vital importancia en cursos que se imparten en los departamentos de diseño más importantes de muchas universidades del mundo, entre ellos, y en particular en los Estados Unidos: la Arizona State University en el Área metropolitana de Phoenix, la Cranbrook Academy of Arts de la ciudad de Bloomfield Hills, en el estado de Míchigan; la Universidad Estatal de Ohio en la ciudad de Columbus; El Savannah College of Art and Design con sede principal en la ciudad de Savannah en el estado de Georgia (y en otras ciudades como Atlanta, Hong Kong en la República Popular China, y la comuna de Lacoste en Francia). Asimismo, la University of the Arts de Filadelfia; la Escuela de Arte y Diseño de Offenbach (Hochschule für Gestaltung Offenbach) en Alemania, la Universidad Hongik en Seúl, Corea del Sur; el Instituto Indio de Tecnología de Bombay; la Musashino Art University de Tokio en Japón; la National Taiwan University of Science and Technology (o NTUST), de Taipéi, en Taiwán; la Universidad de Arte y Diseño de Helsinki en Finlandia; y en América Latina en la Universidad Jorge Tadeo Lozano de Bogotá donde en julio de 2011 el profesor Klaus Krippendorff trabajó con estudiantes y profesores del programa de Diseño Industrial.,
Sobre Semántica de Producto hay reseñas elaboradas por escritores y estudiosos de teoría del diseño, historia del diseño, estrategia corporativa, política nacional de diseño, estudios científicos de diseño, diseño participativo, diseño de interacción, interacción humano-computadora, y cibernética.
El Giro Semántico fue traducido al japonés y en 2013 apareció la versión en alemán